# Gerhard Pilz (Schauspieler)

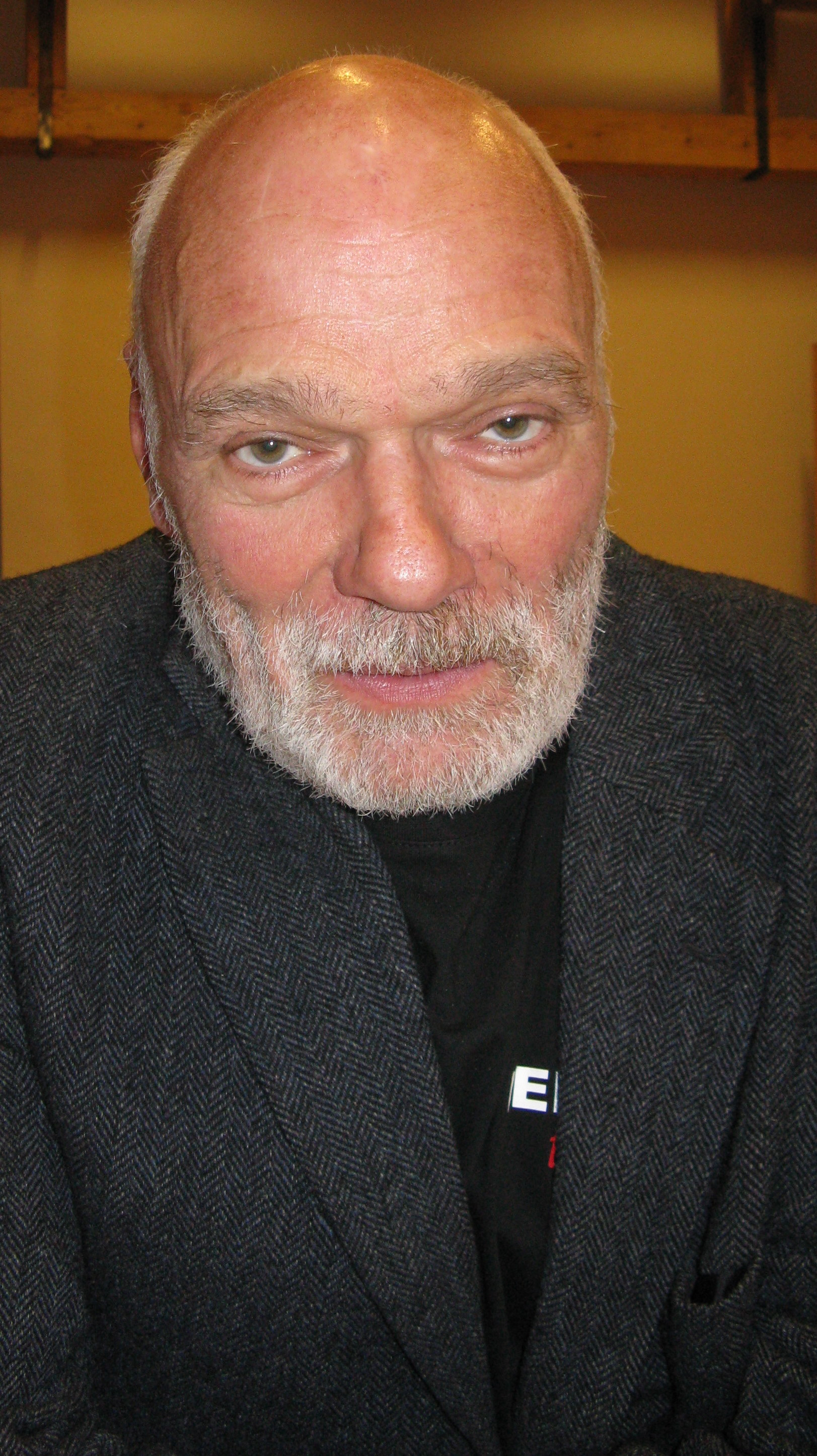
Gerhard Pilz (2009)

Gerhard Pilz, genannt Bütz (* 3. Juli 1942 in Perg; † 3. September 2016 in Linz), war ein österreichischer Gewerbetreibender (Druckerei), Kulturarbeiter, Drehbuchautor und Schauspieler.

## Leben
Pilz absolvierte in der Druckerei seines Vaters eine Buchdrucker- und Schriftsetzer-Lehre, übernahm das Unternehmen nach dessen Pensionierung und führte es gemeinsam mit seiner Frau und mehreren Angestellten bis zu seinem eigenen Pensionsantritt weiter. Durch seine berufliche und unternehmerische Tätigkeit bekam er Kontakt zur Kultur- und Theaterszene und bildete sich in diesem Bereich persönlich weiter.
Pilz gehörte von Anfang der 1970er-Jahre bis 2001 der Mühlviertler Künstlergilde an, war Konsulent der OÖ. Landesregierung im Kulturbereich, Träger der Kulturmedaille des Landes Oberösterreich und Kustos im Heimathaus-Stadtmuseum Perg. In seiner regionalen Umgebung wirkte er auch als Musiker und Regisseur. Er war verheiratet mit Heidelore Pilz und Vater von Barbara, Ulla und Florian.

## Drehbuchautor und Schauspieler
1966 verfasste er im Rahmen eines Drehbuchwettbewerbes ein Manuskript über ein Heimkehrerschicksal mit dem Titel Trommel und Rose und erhielt das ausgelobte Preisgeld. Der Text war später die Basis für den österreichischen Filmbeitrag, der für die Einreichung beim Festival der Fernsehunterhaltung Rose d’Or nominiert war.
Gerhard Pilz stand zweimal in Nebenrollen vor der Kamera, in Walter Wippersbergs „Das Fest des Huhnes“ (1992) sowie in Stefan Ruzowitzkys Film „Die Siebtelbauern“ (1998).

## Amateurtheater und regionale Kulturaktivitäten
Gerhard Pilz (Bütz) war der regionalen Öffentlichkeit durch seine Aktivitäten im kulturellen Bereich als Regisseur, Schauspieler und Musiker und durch sein Engagement in den örtlichen Vereinen (teilweise auch in Vereinsfunktionen) bekannt. Regionale Veranstaltungen erhielten durch die Auftritte von Gerhard Pilz (allein oder gemeinsam mit Freunden von der Theatergruppe Perg) eine besondere Note.
Seit 1965 besteht in Perg eine Amateurtheatergruppe, die sich heute Theatergruppe Perg nennt und aus dem Zusammenschluss der Perger Theaterjugend um Kaplan Johann Zauner und der Gruppe Perg 65, der u. a. auch Gerhard Pilz angehörte, entstanden war. Den institutionellen Rahmen bildet seit dieser Zeit das Katholische Bildungswerk der Pfarre Perg. Das Repertoire der Theatergruppe Perg umfasst abendfüllende Komödien, Lesungen und Sketches sowie das Perg-Kabarett, wobei Pilz als Regisseur (Spielleiter), aber auch als Schauspieler oder Pianist fungierte.
Die musikalischen Aktivitäten, an denen Gerhard Pilz mitwirkte, fanden unter der Bezeichnung „Perg-Jazz“ und „Perg-Folk“ statt. Im „Theaterl“ und im Kultur-Zeughaus haben sich die Leute vom Perger Theater eine Heimstätte für ihre Aktivitäten geschaffen. U.a. sind dort auch die „Galerie im Zeughaus“ sowie eine Schreibwerkstatt untergebracht, die von Gerhard Pilz betreut wurden. Zu dieser Schreibwerkstatt gehört auch Gregor Riegler. Langjähriges Mitglied war auch Günther Maria Garzaner. Die regelmäßigen Treffen der Ortsgruppe Perg des in Freistadt ansässigen Literaturkreises Promotheus finden ebenfalls im Kultur-Zeughaus statt.
Gerhard Pilz war Akteur bei der Perger Puppenbühne. Diese war 1973 von den Mitgliedern der Theatergruppe Perg, Robert und Helga Wandl, gegründet worden und führt unter der Leitung von Gerald Kreuzer Puppentheater-Stücke für Kinder im Perger Pfarrheim, im Perger Kulturzeughaus und fallweise auch in Nachbarorten durch.
Pilz arbeitete im Heimat- und Museumsverein Perg mit, wo sein Bruder, Anton Baumann, als Obmann fungierte. Diese Tätigkeit umfasste Führungen im Heimathaus-Stadtmuseum Perg und dessen Außenstellen Erdstall Ratgöbluckn, Mühlsteinbruch Scherer und Steinbrecherhaus sowie Stadtspaziergänge. Er war mehrere Jahre Obmann des Vereins „Jugendzentrum Perg“ und Vorstandsmitglied im überregional tätigen Verein „Musemsland Donauland“, der später in „Museumsland Donauland Strudengau“ umbenannt wurde.

## Veröffentlichungen
- Gerhard Pilz gründete 1965 eine Zeitschrift, die bis etwa 1978 fallweise herausgebracht wurde und sich u. a. „Eselsmilch“ und „Eselsohr“ nannte. Herausgeber waren neben Gerhard Pilz auch Peter Willnauer, Wenzeslaus Kopetzky und Manfred Rieder.[3]
- Pilz schrieb zwischen 1973 und 1986 zahlreiche Beiträge in der Kulturzeitschrift Mühlviertler Heimatblätter bzw. Mühlviertler Kulturzeitung[4]
- Pilz war ab 1988 Mitarbeiter und Redaktionsmitglied der Zeitschrift „Der Saurüssel“, Mühlviertler Landbote, (Erscheinungszeit von 1984 bis 1993).[5]
- Begehung eines (Kultur-) Wanderweges, Teil 1 und 2 in: Kulturwanderweg, Herausgeber: Buchdruckerei Pilz, Perg, 1993 und 1995
- Der oberösterreichische Bauernkrieg 1626 oder Aufstand und Rebellion an einem Beispiel, mit Zeichnungen von Franz Armbruster und Texten von Gerhard Pilz, Traun, 1988[6]
- Nachstehende Kapitel in: Franz Moser und 10 weitere Autoren, Heimatbuch der Stadt Perg 2009, Herausgeber: Heimatverein Perg und Stadtgemeinde Perg, Linz 2009, ISBN 978-3-902598-90-5
  - Perg in Literatur und Musik
  - Sagen und Geschichten
  - Die Vereinslandschaft in Perg, Kultur – Sport – Freizeit (gemeinsam mit Franz Moser)
  - Das Gesundheitswesen
  - Tourismus
  - Die Entwicklung des Verkehrswesens
  - Perg am Pilgerweg nach Santiago de Compostela
- Franziska und Franz oder Franz und Franziska, Geschichten von Gerhard Pilz = Bütz,  mit Bildern gemalt von Renate Billensteiner, ISBN 978-3-9501897-2-8

## Auszeichnungen
Gerhard Pilz hat nachstehende Auszeichnungen erhalten:
- Kulturmedaille des Landes Oberösterreich (2015)
- Goldenes Vereinsabzeichen des Heimat- und Museumsvereins Perg (2010)
- Ehrenmedaille der Stadtgemeinde Perg (2003)

- Konsulent für allgemeine Kulturpflege des Landes Oberösterreich (1995)